# عبدالله زکی
عبدالله زکی (نام کامل: أبو عبدالله الإمام الحسین المستور الزکی بن التقی محمد) دهمین امام در مذهب شیعه اسماعیلی در شاخه نزاریه و یازدهمین امام در شاخه مستعلیه است. وی که با نام‌های حسین الرضی و رضی عبدالله شناخته می‌شود. در سال ۲۱۰ هجری برابر با ۸۲۵ میلادی زاده شد و در سال ۲۲۵ هجری/۸۴۰ میلادی، به عنوان امام مذهب اسماعیلی شناخته شد. به باور اسماعیلیان، وی دستورهای مختصری دربارهٔ تشکیل اخوان صفا داده‌است. او از ائمه مستورین است که هویت آن‌ها مخفی نگاه داشته می‌شد. وی همزمان با خلیفه عباسی معتصم و متوکل بوده‌است. وی در سال ۲۶۲ هجری درگذشت و عبیدالله مهدی را به عنوان امام پس از خود منصوب کرد.

## کتابشناسی/ یادکردها
- ویلیام بوردهی (۱۳۶۴=)، تحقیقی در آیین اسماعیلیه، ترجمهٔ زهرا سعیدی، مشهد: تابناک تاریخ وارد شده در |سال= را بررسی کنید (کمک)
- محمد بن زین العابدین (۱۳۶۲=)، تاریخ جماعت اسمعیلیه:هدایت المومنین الطالبین، ترجمهٔ هما خاقان زاده، به کوشش الکساندر سیمونوف.، تهران: اساطیر تاریخ وارد شده در |سال= را بررسی کنید (کمک)